# Michelangelo Rossi
Pour les articles homonymes, voir Rossi.
Michelangelo Rossi (dit aussi « Michel Angelo del Violino » ; 1601 ou 1602 - 1656) est un compositeur, violoniste et organiste italien.

## Biographie
Après avoir été assistant de son oncle, Lelio Rossi, à la cathédrale San Lorenzo de Gênes, il s'est déplacé à Rome en 1624, au service de cardinal Maurizio de Savoie, où il a rencontré Sigismondo d'India. Dans la même période il a également étudié avec Girolamo Frescobaldi. Son opéra Erminia sul Giordano fut représenté au théâtre du Palazzo Barberini en 1633 et publié quatre ans après ; un deuxième opéra, Andromeda (1638, musique perdue), fut présenté à Ferrare.
Rossi était célèbre à son époque comme virtuose de violon. Sa musique de clavier, particulièrement ses toccatas, sont dans le style de Johann Jakob Froberger et de Girolamo Frescobaldi.

## Œuvres
Outre ses œuvres pour clavier, ainsi que ses deux opéras — Erminia sul Giordano (créé à Rome le 2 février 1633) et Andromeda (créé à Ferrare en 1638) — il nous est parvenu de Michelangelo Rossi, 32 madrigaux à cinq voix conservés à la bibliothèque de l'université de Californie à Berkeley et dans d'autres sources mineures. Dans certaines toccatas pour orgue, comme dans ses madrigaux, Rossi multiplie les passages d'un chromatisme audacieux, propre à son style très personnel, qui rappelle les dissonances surprenantes des œuvres de Gesualdo ou de Froberger.

## Repères discographiques

### Musique pour claviers
- Toccate e Correnti parte prima - Francesco Cera, clavecin (2007, Tactus)
- Toccate e Correnti parte seconda - Francesco Cera, orgue Luca Neri 1650 de l’église d'Aquila et positif Barthélémy Formentelli, Vérone 1986 (mai 1996, Tactus TC 601802)
- Toccate e Correnti d’Intavolatura d’organo e cembalo - Sergio Vartolo, clavecin (19-20 juin 2003, Naxos 8.557321)
- Toccate e Correnti - Jörg-Andreas Bötticher (de), clavecin (16 avril 2007, Alpha)
- Music for Organ and Cembalo - Riccardo Castagnetti, orgue et clavecin (1er avril 2015, Brilliant Classics)

### Madrigaux
- Straziami pur Amor, Madrigaux - Il Complesso Barocco, dir. Alan Curtis (26 novembre-1er décembre 1995/18-20 janvier 1996, Virgin 5 45220 2)
- La poesia cromatica, Madrigaux - Huelgas Ensemble, dir. Paul Van Nevel (13 juillet 2008, SACD Deutsche Harmonia Mundi 88697527092)[1],[2]

## Sources
- Theodore Baker et Nicolas Slonimsky (trad. de l'anglais par Marie-Stella Pâris, préf. Nicolas Slonimsky), Dictionnaire biographique des musiciens [« Baker's Biographical Dictionary of Musicians »], t. 3 : P-Z, Paris, Robert Laffont, coll. « Bouquins », 1995 (réimpr. 1905, 1919, 1940, 1958, 1978), 8e éd. (1re éd. 1900), 4728 p. (ISBN 2-221-07778-4), p. 3506